# Terpna subtrita
Terpna subtrita är en fjärilsart som beskrevs av Louis Beethoven Prout 1914. Terpna subtrita ingår i släktet Terpna och familjen mätare. Inga underarter finns listade i Catalogue of Life.